# Makov u Kunštátu
Makov (deutsch Makow) ist eine Gemeinde in Tschechien. Sie liegt drei Kilometer nordwestlich von Kunštát und gehört zum Okres Blansko.

## Geographie

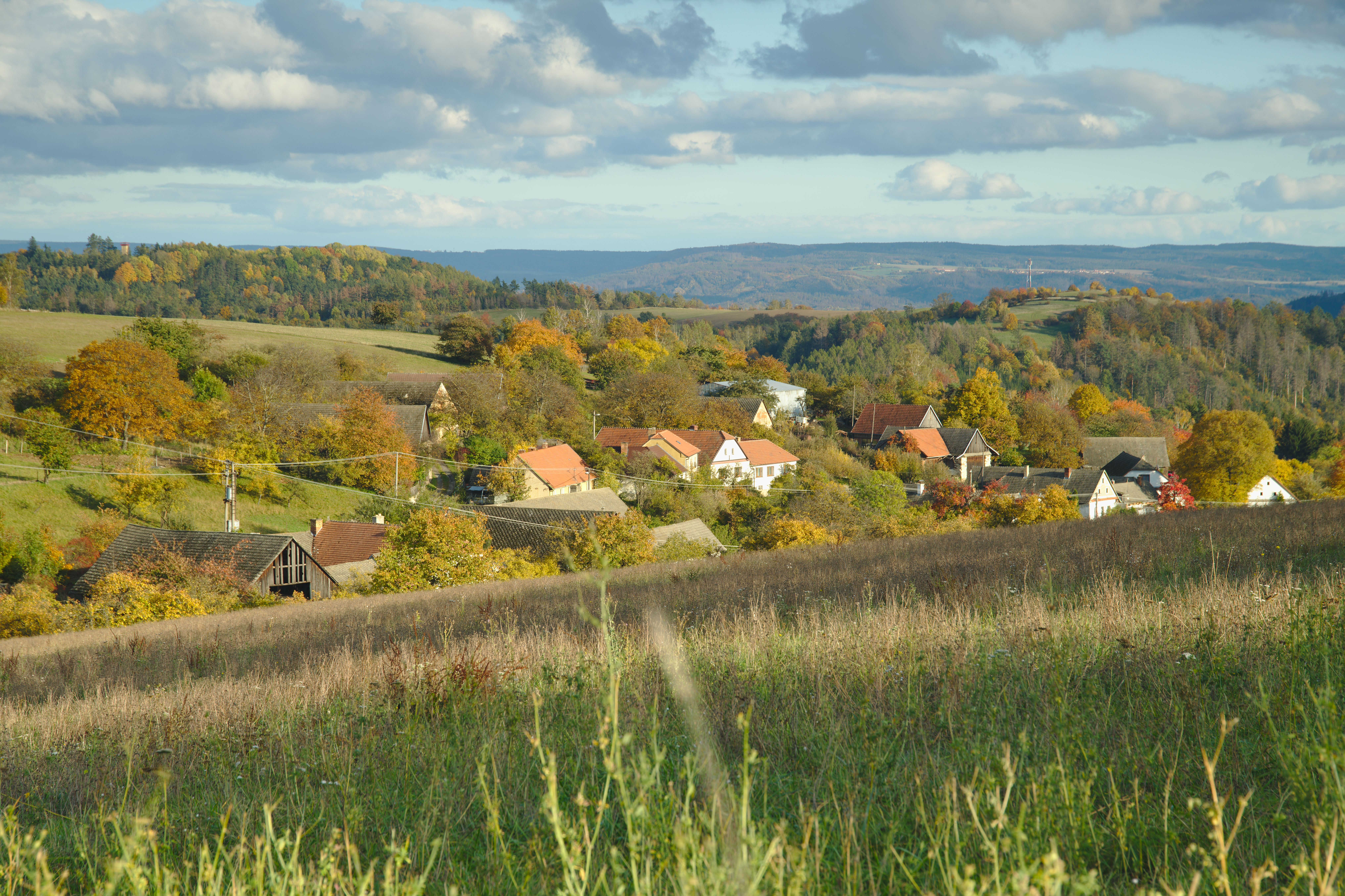
Ortsansicht

Makov befindet sich im Bergland der oberen Swratka, einem Teil der Böhmisch-Mährischen Höhe, auf einem Höhenzug rechtsseitig über dem Tal des Baches Petrůvka. Das Dorf liegt im Norden des Naturparks Halasovo Kunštátsko.
Nördlich erhebt sich der Kocholík (651 m), im Osten der Kříb (582 m) und die Milenka (579 m), südöstlich die Mramorka (555 m), im Südwesten der Kulíšek (692 m), westlich der Horničí (701 m) und im Nordwesten der Křivánčí vrch. Westlich von Makov führt die Staatsstraße I/19 vorbei.
Nachbarorte sind Rozsíčka und Petrov im Norden, Vřesice, Ořechov und Jasinov im Nordosten, Rudka im Osten, Kunštát und Sychotín im Südosten, Touboř und Hluboké u Kunštátu im Süden, Tasovice, Hodonín und Žalov im Südwesten, Rozseč nad Kunštátem im Westen sowie Crhov im Nordwesten.

## Geschichte
Die erste schriftliche Erwähnung des zur Herrschaft Kunstadt gehörigen Dorfes erfolgte im Jahre 1374 als Heralt von Kunstadt die Güter in Makov, Sulíkov, Ústup, Rudka, Petrov, Rozsíčka sowie Anteile von Zbraslavec, Touboř, Sychotín und Rozseč seiner Frau Jitka als Aussteuer überschrieb. 1406 erbten deren Söhne Jiří und Heralt von Kunstadt den Besitz. Makov blieb bis zur Mitte des 19. Jahrhunderts immer der Herrschaft Kunštát untertänig. Gepfarrt ist das Dorf nach Sulíkov.
Nach der Aufhebung der Patrimonialherrschaften bildete Makov ab 1850 eine Gemeinde in der Bezirkshauptmannschaft Boskovice zugehörig.
1882 erfolgte der Bau der Straße von Kunštát über Makov nach Rozseč. 1911 wurde ein Schulhaus eingeweiht. Mit Beginn des Jahres 1961 wurde die Gemeinde dem Okres Blansko zugeordnet. Die Schule stellte 1975 den Unterricht ein. 1976 erfolgte die Eingemeindung nach Kunštát. Seit 1991 bildet Makov wieder eine eigene Gemeinde. Makov besteht aus 41 Häusern und 12 Ferienhütten, derzeit hat das Dorf 46 ständige Einwohner.

## Gemeindegliederung
Für die Gemeinde Makov sind keine Ortsteile ausgewiesen.

## Sehenswürdigkeiten
- Kapelle der hl. Dreifaltigkeit, erbaut 1855 bis 1857. Sie wurde zwischen 1993 und 1997 saniert. Das neue Schindeldach wurde im Jahre 1997 mit dem Titel Dach des Jahres ausgezeichnet
- Höhle der Schlafenden Ritter vom Blaník, am Berg Milenka westlich des Dorfes, die Sandsteinfiguren schuf in den 1920er Jahren der Volkskünstler Stanislav Rolínek
- Park und Aussichtsturm auf der Milenka
- Křivánčí vrch, Aussichtspunkt